# Orchestina okitsui
Orchestina okitsui là một loài nhện trong họ Oonopidae.
Loài này thuộc chi Orchestina. Orchestina okitsui được miêu tả năm 1958 bởi Oi.